# Vaisi
Koordinaten: 59° 13′ N, 23° 42′ O
Vaisi (deutsch Waissa) ist ein Dorf (estnisch küla) in der Landgemeinde Lääne-Nigula (bis 2017: Landgemeinde Nõva) im Kreis Lääne in Estland.

## Beschreibung

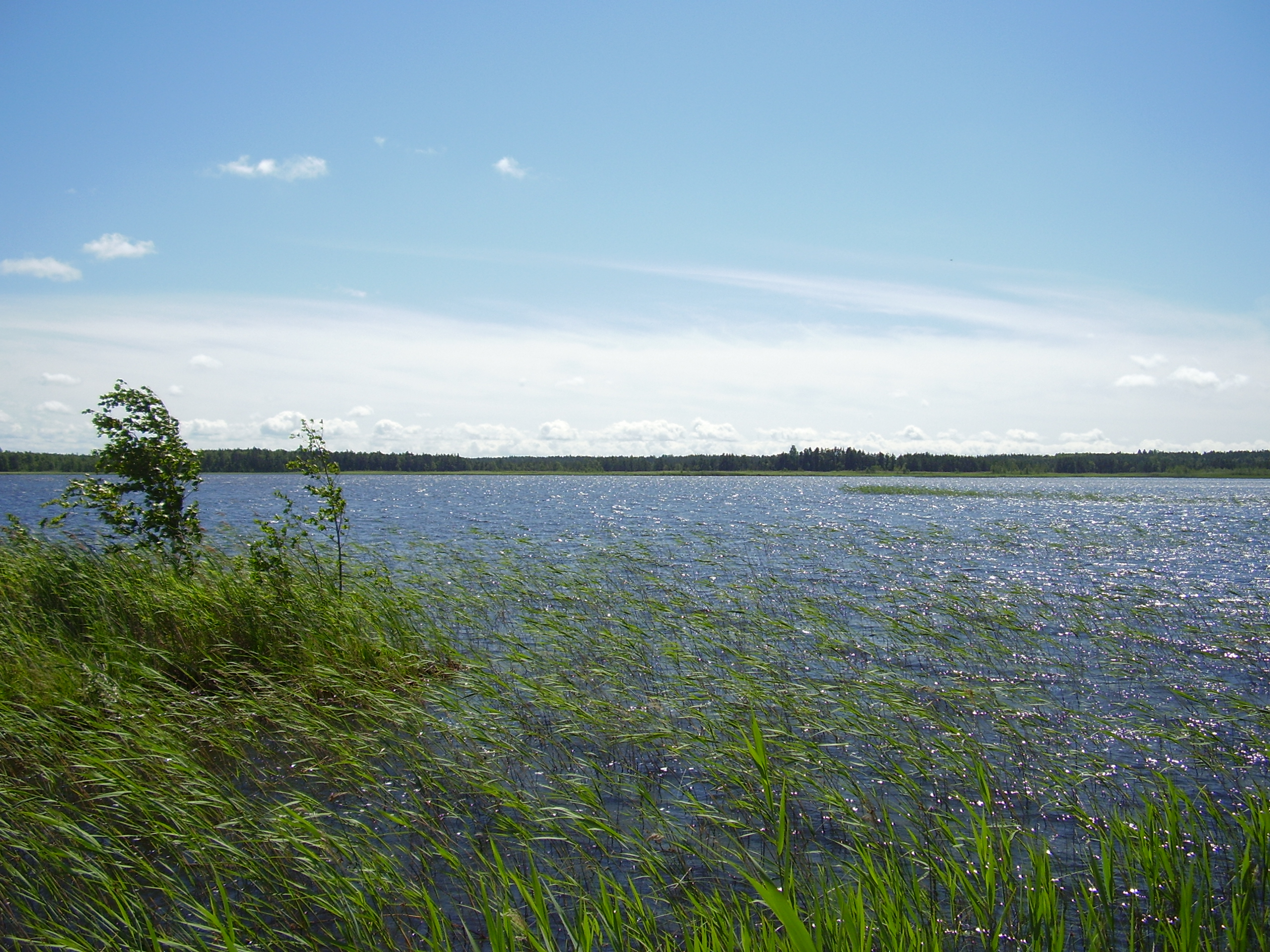
Der See Veskijärv

Der Ort hat 35 Einwohner (Stand 31. Dezember 2011). Er liegt dreißig Kilometer nordöstlich der Landkreishauptstadt Haapsalu.
Das Gebiet gehörte seit dem 14. Jahrhundert dem Nonnenkloster von Lihula. 1402 wurde das Dorf unter dem Namen Waisoe oder Wayse im Zuge eines Gebietstauschs dem Kloster Padise unterstellt.
Durch das Dorf fließt der Fluss Nõva (Nõva jõgi). Zum Gebiet des Dorfes gehören der 19 Hektar große See Lepaauk sowie der 184,2 Hektar große See Veskijärv. Ihn durchfließt der Fluss Veskijõgi.